# Сухинина, Наталья Евгеньевна
Ната́лия Евге́ньевна Сухи́нина (2 апреля 1948, Химки) — советская и российская журналистка, русская писательница, издатель.

## Биография
После окончания факультета журналистики МГУ работала в различных периодических изданиях, в том числе «Советская Армия», журнал «Работница», газеты «Социалистическая индустрия», «Рабочая трибуна». По собственному признанию: «Я была очень успешной светской журналисткой и могла себе позволить поехать в любую точку земного шара»; «у меня имелась корочка, на которой золотыми буквами было оттиснуто: „Пресса ЦК КПСС“. Господи, как же люди боялись этой корочки! <…> ведь от корреспондента в прямом смысле слова зависело будущее тех, с кем он встречался».
Летом 1990 года совершила паломничество на Святую Землю, добираясь туда пешком и автостопом, чего в СССР никто ранее не делал. По собственным воспоминаниям: «Я была крещёным, но далёким от веры человеком. Идти в Иерусалим меня подтолкнуло желание быть первой, сделать в своей профессии нечто особенное». Ситуация осложнялась отсутствием дипломатических отношений между СССР и Израилем. Началом путешествия стала Троице-Сергиева лавра, где Наталью 18 июля благословил в дорогу только что избранный Патриарх Алексий II. Шла пешком, проезжала на попутках. Затем плыла морем на судне через Кипр. По пути писала путевые очерки, которые публиковались в газете ЦК КПСС «Рабочая трибуна», где она тогда работала. Публикации вызвали живой отклик читателей, люди писали письма. По словам Натальи: «Этот поход в корне изменил мою жизнь. После Иерусалима я написала заявление на выход из партии». Это нелёгкое путешествие, возобновило многовековую традицию российского паломничества в Палестину. Впоследствии путевые очерки, написанные Наталией Сухининой за время её пешего похода в Иерусалим Были изданы отдельной книгой: «Дорога, ставшая судьбой», куда также вошли некоторые очерки о Святой Земле, написанные автором позже.
По собственному признанию: «хотела уйти из журналистики. Просто продавать иконочки в храме», однако её духовник, архимандрит Георгий (Тертышников), насельник Троице-Сергиевой лавры, отсоветовал делать это, сказав: «Занимайся своим делом». После этого Сухинина ушла из «Рабочей трибуны» в еженедельник «Семья», где вела рубрику «Шаг к храму». Впоследствии, написанные ей для «Семьи» были переизданы отдельным сборником «Укажите мне край, где светло от лампад…».
Когда в августе 1992 года был создан паломнический центр Троице-Сергиевой лавры, стала первым его штатным экскурсоводом. Три года проработала экскурсоводом в Троице-Сергиевой лавре.
В 1990-е годы писала рассказы и очерки для православных периодический изданий: «Православная беседа», «Русский Дом», «Марфа и Мария» и др. Входила в состав редакционной коллегии журнала «Русский Дом».
К началу 2000-х годов стала по полгода, с мая по октябрь, жить в Абхазии, в Турецком ущелье недалеко от Пицунды, в домике на самом берегу моря. Как отмечалось на Радио Вера: «Едва наступает лето, как в её гостеприимном доме с часовенкой собираются друзья, знакомые, а часто и незнакомые люди». Житейские истории из жизни на морском берегу были собраны её в сборник «Благодарю тебя. Записки из ущелья».
В 2000-е годы создала и возглавила издательство «Святая Гора», с целью «издавать в России книги старца Паисия Святогорца. Мы издали пять выпусков поучений старца, его житие. Кроме этого мы выпустили другие интересные, как я считаю, книги». По собственному признанию: «Это был счастливый период! Огромные тиражи, фуры с книгами отправлялись из издательства по магазинам». Издательство проработало 7 лет, после чего Сухинина оставила данную деятельность дабы полностью посвятить себя писательству.
В ноябре 2011 года на VI открытом конкурсе изданий «Просвещение через книгу» её книга «Времена года» заняла 3 место в номинации «Лучшее художественное произведение».
В апреле 2013 года вошла в короткий список номинантов Патриаршей литературной премии.
4 июня 2017 года у неё сгорел дом в Пицунде; возвращаясь с богослужения, она увидела пепелище. В интернете появились призывы помочь Наталье Сухининой. По её словам: «Я не представляла, что люди могут так откликнуться! Было ощущение, что вся Россия помогает. Куда-то звали меня отдохнуть, приносили одежду; незнакомые люди звонили с Дальнего Востока со словами поддержки. Я просто плакала, эта беда стала счастьем».
2 мая 2023 года в Белом зале Храма Христа Спасителя митрополитом Калужским и Боровским Климентом «во внимание к вкладу в сохранение традиционных ценностей в обществе и в связи с 75-летием со дня рождения» награждена орденом Русской Православной Церкви преподобной Евфросинии, великой княгини Московской третьей степени.

## Творчество

Книги Натальи Сухининой

По признанию Сухининой: «Моя писательская деятельность выросла из журналистской работы». Её публикации на церковные темы 1990-х — 2000-х годов выходят за пределы чисто газетных заметок, превращаясь в художественные рассказы о людях Церкви. Многие её публикации того периода описывают православных святых и церковные праздники. Объясняя их смысл, Сухинина прибегала к простому языку и часто приводила случаи из своей жизни и жизни знакомых ей людей. Впоследствии, она отходит от описания приходской жизни и церковных праздников, сосредоточившись на написании рассказов о жизни обычных людей, в том числе и далёких от Церкви. По её словам, «когда у меня был период активного воцерковления, то мои материалы изобиловали всевозможными христианскими терминами… А потом мне стало стыдно все это декларировать. И сейчас я до минимума свела „термины“», считая что о православии должны свидетельствовать поступки людей. В её книгах «на передний план выходят христианские ценности, раскрываемые через судьбы её героев».
Первый сборник рассказов вышел в 2005 году и назвался «Где живут счастливые?». По словам Сухининой: «Её успех, думаю, связан в том числе и с названием. Какой человек не хотел бы узнать, где обитает счастье?! Туда вошли мои рассказы, ранее опубликованные в разных журналах. Но рассказов оказалось так много, что хватило ещё на одну книгу, и её я тоже озаглавила вопросом: „Куда пропали снегири?“. Интересно же, куда они подевались! <…> Следом вышла книга „Какого цвета боль?“. Мне давно хотелось понять психологию женщин за решёткой. Сама тюремная тема как таковая в книге отсутствует: мне всегда казалось, что писать об этом — словно подглядывать в замочную скважину. Но рассказы о путях, которыми люди в заключении идут и приходят к Богу, меня потрясли. Опасалась, что встречу прожженных уголовниц, а увидела обыкновенных теток, которые когда-то где-то в чём-то преступили прежде всего заповедь Божию, а потом уже и законы общества и букву Уголовного кодекса. <…> Потом вышла книга „Прощание славянки“ — о человеке, который восьмилетним ребёнком пережил войну. Все сюжеты реальны, их героем и участником стал Виктор Георгиевич Гладышев, прошедший через все испытания военного лихолетья: оккупацию, плен, голод, холод, унижения»
Пишет в жанрах рассказа, очерка, повести. В основе её рассказов лежат реальные истории, а герои её рассказов — реальные люди, «единственное, меняю некоторые ситуации, имена… Но в основе всегда лежит реальная история». Она подчёркивает, что все её истории — правда, поскольку по её словам в реальной жизни происходит столько поразительных событий, что ей придумывать ничего не нужно. «У меня никогда не было нужды в вымысле, потому что, работая в газете и журнале, я получала столько интересных писем! Конечно, не мне судить мои книжки, но для меня в них есть одно достоинство: там все правда. Это не моя заслуга, а читателей: они рассказывали мне свои истории, и поэтому мне придумывать ничего не надо было». «Пишу быстро, а вот с темой живу долго. <…> У меня всегда избыток тем и цейтнот».

## Публикации
- Укажите мне край, где светло от лампад… М., 2002
- Где живут счастливые?: [рассказы и очерки]. — Яхрома : Троиц. собор, 2005 (СПб : Печатный двор им. А. М. Горького). — 397, [2] с. : ил.; 21 см; ISBN 5-9900622-1-4
  - Где живут счастливые?: [сб. очерков и рассказов]. — [Изд. 3-е]. — Яхрома (Моск. обл.) : Троицкий собор, 2006 (Ярославль : Ярославский полиграфкомбинат). — 397, [2] с.; 21 см.
  - Где живут счастливые?: [сборник рассказов и очерков]. — Яхрома : Алавастр, 2011. — 397, [2] с. — ISBN 978-5-905019-09-8
  - Где живут счастливые?: [сборник рассказов и очерков]. — Яхрома : Алавастр, 2014. — 397, [2] с. — ISBN 978-5-905019-09-8
  - Где живут счастливые? : [сборник очерков и рассказов]. — Москва : Алавастр, печ. 2019. — 434, [3] с. — ISBN 978-5-905019-09-8
- Ангелы над ущельем: [очерки]. — Астрахань : Святогорье, 2006 (Элиста : АПП Джангар). — 319 с.; 21 см; ISBN 5-94587-113-3
- Куда пропали снегири? : [сб. рассказов и очерков]. — Яхрома (Моск. обл.) : Троицкий собор, 2006 (Ярославль : Ярославский полиграфкомбинат). — 379, [3] с. : ил.; 21 см.
  - Куда пропали снегири? : [сборник рассказов и очерков]. — Сергиев Посад : Алавастр, 2011. — 379, [3] с. : ил.; 21 см. — ([Изд. 5-е, испр.]).; ISBN 978-5-905019-03-6
  - Куда пропали снегири?: [сборник рассказов и очерков]. — Изд. 5-е, испр. — Сергиев Посад : Алавастр, 2013. — 379, [3] с. : ил.; 21 см; ISBN 978-5-905019-03-6
- Святые источники / В. В. Артёмов, Н. Е. Сухинина. — Москва : Вече, 2007. — 317, [1] с., [8] л. цв. ил. : ил.; 21 см. — (Русское православие).; ISBN 978-5-9533-1834-1
- Святой Нил Столобенский. — Яхрома (Московская обл.) : Изд-во Троицкого собора, 2007. — 16 с. : ил.; 17 см. — (Книжная серия «Правдивые истории»).; ISBN 978-5-9900622-7-6
- Святой Герасим и лев. — Яхрома (Московская обл.) : Изд-во Троицкого собора, 2007. — [12] с. : цв. ил.; 18 см. — (Книжная серия «Правдивые истории»).; ISBN 978-5-903487-01-1
- Какого цвета боль?: [сборник очерков]. — Яхрома, Московская обл. : Троицкий собор, 2007. — 238, [2] с. : ил.; 21 см; ISBN 978-5-9900622-6-9
  - Какого цвета боль?: [сборник очерков]. — [Изд. 2-е, испр.]. — Яхрома (Московская обл.) : Троицкий собор, 2007. — 238, [2] с. : ил.; 21 см; ISBN 978-5-9900622-6-9
  - Какого цвета боль?: [сборник очерков]. — Изд. 3-е. — Яхрома (Московская обл.) : Алавастр, 2012. — 238, [2] с. : ил.; 21 см; ISBN 978-5-9900622-6-9
  - Какого цвета боль?: [сборник очерков]. — Изд. 4-е. — Яхрома (Московская обл.) : Алавастр, 2014. — 238, [2] с. : ил.; 21 см; ISBN 978-5-9900622-6-9
  - Какого цвета боль?: [сборник очерков]. — Изд. 4-е. — Сергиев Посад, Московская обл. : Алавастр, печ. 2015. — 238, [2] с. : ил.; 21 см; ISBN 978-5-9900622-6-9 : 3000 экз.
- Прокопий Праведный. — Яхрома (Московская обл.) : Изд-во Троицского собора, 2007. — 22, [1] с. : ил.; 17 см. — (Книжная серия «Правдивые истории»). — ISBN 978-5-9900622-8-3
- Место встречи — Иерусалим. — Яхрома : Изд-во Троицкого собора, 2007. — 27, [1] с. : цв. ил.; 17 см. — (Книжная серия «Правдивые истории»).; ISBN 978-5-9900622-4-9
- Прощание славянки : документальная повесть. — Яхрома, Троицкий собор : Алвастр, 2007. — 263, [3] с., [4] л. ил., портр., цв. ил., портр. : ил.; 21 см; ISBN 978-5-9900622-9-0
  - Прощание славянки : документальная повесть. — Изд. 2-е, испр. — Яхрома : Алавастр, 2008. — 264 с., [4] л. ил., портр., цв. ил., портр. : ил.; 20 см; ISBN 978-5-9900622-9-0
  - Прощание славянки: документальная повесть. — Изд. 3-е. — Яхрома : Алавастр, 2011. — 263, [3] с., [4] л. ил., портр. : ил.; 21 см; ISBN 978-5-905019-01-2
  - Прощание славянки: документальная повесть. — Изд. 3-е. — Яхрома : Алавастр, 2012. — 263, [3] с., [4] л. ил., портр. : ил.; 21 см; ISBN 978-5-905019-01-2
  - Прощание славянки: документальная повесть. — г. Сергиев Пасад, Московская обл. : Алавастр, 2017. — 263, [3] с., [4] л. ил., портр., цв. ил. : ил.; 21 см.
- Белая ворона: [повесть]. — Яхрома : Троицкий собор, 2008. — 248 с.; 21 см; ISBN 978-5-903487-02-8
  - Белая ворона: [повесть]. — Сергиев Посад, Московская обл. : Алавастр, 2010. — 245, [3] с.; 21 см; ISBN 978-5-905019-08-1
  - Белая ворона: — Сергиев Посад, Московская обл. : Алавастр, 2013. — 245, [3] с.; 21 см; ISBN 978-5-905019-08-1
  - Белая ворона: [повесть]. — Сергиев Посад : Алавастр, 2014. — 245, [3] с.; 21 см; ISBN 978-5-905019-08-1
- Не продавайте жемчужное ожерелье : [сборник рассказов и повестей]. — Яхрома, Московская обл. : Троицкий собор, 2009. — 472 с.; 21 см; ISBN 978-5-903487-06-6
  - Не продавайте жемчужное ожерелье: [сборник рассказов и повестей]. — Сергиев Посад, Московская обл. : Алавастр, 2010. — 472, [2] с.; 21 см; ISBN 978-5-905019-07-4
  - Не продавайте жемчужное ожерелье. — Сергиев Посад : Алавастр, 2011. — 472, [2] с. : ил.; 21 см; ISBN 978-5-905019-07-4
  - Не продавайте жемчужное ожерелье: [сборник рассказов и повестей]. — Сергиев Посад : Алавастр, 2014. — 472, [2] с. : ил.; 21 см; ISBN 978-5-905019-07-4
  - Не продавайте жемчужное ожерелье: [сборник рассказов и повестей]. — Сергиев Посад : Алавастр, 2017. — 472, [2] с. : ил.; 21 см; ISBN 978-5-905019-07-4
- Дорога, ставшая судьбой: [сборник очерков]. — Сергиев Посад : Алавастр, 2010. — 126, [1] с. : ил.; 21 см; ISBN 978-5-903487-05-9
  - Дорога, ставшая судьбой: [сборник очерков]. — Изд. 2-е, испр. — Сергиев Посад : Алавастр, 2011. — 142, [1] с. : ил.; 18 см; ISBN 978-5-905019-06-7
  - Дорога, ставшая судьбой: [сборник очерков]. — Изд. 2-е, испр. — Сергиев Посад : Алавастр, 2012. — 142, [1] с. : ил.; 17 см; ISBN 978-5-905019-06-7
- Времена года: [сборник рассказов]. — Сергиев Посад, Московская обл. : Алавастр, 2011. — 327, [1] с., [4] л. цв. ил., портр. : ил.; 21 см; ISBN 978-5-905019-10-4
  - Времена года: [сборник рассказов]; [авт. предисл. и послесл. К. Е. Скурат; худож. Е. Вороная]. — Изд. 2-е, испр. — Сергиев Посад : Алавастр, 2011. — 327, [1] с., [4] л. цв. ил., портр. : ил.; 21 см; ISBN 978-5-905019-10-4
  - Времена года: [сборник рассказов]. — Изд. 3-е, испр. — Сергиев Посад : Алавастр, 2013. — 327, [1] с., [4] л. цв. ил. : ил.; 21 см; ISBN 978-5-905019-10-4
  - Времена года: [сборник рассказов]. — Изд. 3-е, испр. — Сергиев Посад : Алавастр, 2014. — 327, [1] с., [4] л. цв. ил. : ил.; 21 см; ISBN 978-5-905019-10-4
  - Времена года: сборник рассказов. — Сергиев Посад : Алавастр, cop. 2023. — 327 с. — ISBN 978-5-905019-10-4
- Полет одуванчиков: (маленькая повесть о большой любви). — Сергиев Посад : Алавастр, 2012. — 191 с. : ил.; 21 см; ISBN 978-5-905019-02-9
- Благодарю тебя: (записки из ущелья): [сборник рассказов]; худож. Елена Орлова. — Сергиев Посад : Алабастр, печ. 2014. — 211, [2] с., [4] л. цв. ил., портр. : ил.; 21 см.
- Всё просто у святых: [для детей]; худож. Елена Орлова. — Сергиев Посад : Алавастр, 2015. — 110 с. : цв. ил.; 27 см; ISBN 978-5-905019-12-8
- Депутат от Бога : [для младшего и среднего школьного возраста]; художник Елена Орлова. — Сергиев Посад : Алавастр, [2015]. — 66 с. ББК 86.372-574.
- Билет до конечной: [сборник повестей]. — Сергиев Посад : Алавастр, 2015. — 179, [1] с.; 21 см; ISBN 978-5-9905544-2-9
- Колыбельная для ветра: просто рассказы. — Сергиев Посад : Алавастр, 2016. — 175 с. : ил.; 21 см; ISBN 978-5-9905544-8-1 : 3000 экз.
- Женщина в пёстром: повесть о том, о чём говорить не принято. — Сергиев Посад : Алавастр, печ. 2017. — 472, [2] с.; 21 см; ISBN 978-5-9905544-7-4
- Натюрморт с разбитой чашкой: [повесть]. — Сергиев Посад : Алавастр, 2018. — 259, [2] с.; 21 см; ISBN 978-5-9500470-2-2 : 5000 экз.
- Везучая Зинаида. — Москва ; Сергиев Посад : Алавастр, печ. 2019. — 259, [2] с. — ISBN 978-5-9500470-7-7
- «Бог любит Троицу» : [рассказы]. — Москва ; Сергиев Посад : Алавастр, 2019. — 215, [1] с. — ISBN 978-5-9500470-4-6
- А если прищуриться? — Москва : Алавастр, печ. 2020. — 222 с. — ISBN 978-5-604-33352-5.
- Вера, Надежда, Любовь и буфетчица Соня : повесть о том, что случится обязательно. — Москва : Алавастр, 2021. — 435 с. — ISBN 978-5-604-33356-3. — 3000 экз.
- Аллилуйя! Письма близкому человеку. — Москва : Алавастр, 2022. — 249 с. — ISBN 978-5-604-33351-8.
- Цветок невиданный. — Москва : Алавастр, 2023. — 73 с. — ISBN 978-5-604-33351-8
- Я садовником родился…: сборник рассказов. — М.: Алавастр, 2023. — 298 с. — ISBN 978-5-6043335-7-0.
- Ни с кем не спорю: письма близкому человеку. — М.: Алавастр, 2024. — 378 с. — ISBN 978-5-905019-19-7.
- Где эта улица? Где этот дом?. — М.: Алавастр, 2024. — 317 с. — ISBN 978-5-905019-21-0.
- Куда пропали счастливые? или Где живут снегири?. — М.: Алавастр, 2025. — 443 с. — ISBN 978-5-905019-25-8